# Nicolas Delépine
Nicolas Delépine (født 4. maj 1979) er en fransk fodboldtræner, der siden 2022 har været landstræner for Haitis kvindefodboldlandshold. Han er derudover også klubtræner for Grenoble Foot 38 i Division 2 Féminine.
Delépine har tidligere trænet flere franske topklubber som Montpellier HSC, En Avant de Guingamp og FC Nantes.
I februar 2022 blev han udnævnt som ny landstræner for Haiti.. Her lykkedes det ham et år efter i marts 2023, at kvalificere landsholdet til deres første VM-slutrunde nogensinde. I juni 2023 udtog han den officielle trup frem mod VM i fodbold 2023 i Australien/New Zealand.